# Гирнык, Алексей Николаевич
 Алексе́й Никола́евич Ги́рнык  (укр. Оле́кса Микола́йович Гі́рник; 28 марта 1912, Богородчаны — 21 января 1978, Канев) — украинский пенсионер, бывший политзаключённый, совершивший самосожжение возле могилы Тараса Шевченко близ Канева, протестуя против русификации украинского народа. Герой Украины (2007, посмертно).

## Биография
Родился 28 марта 1912 года в Богородчанах (тогда в составе Австро-Венгрии, сегодня Ивано-Франковской области Украины) в бедной крестьянской семье бойков-верховинцев.
Учился в польской школе, украинской гимназии города Станислава. Член скаутской организации «Пласт», позже Организации украинских националистов. В 1933—1935 годах работал в обществах «Просвита», «Пласт», «Луг». В 1935—1937 годах служил в польской армии. 25 марта 1937 года арестован польской военной жандармерией за членство в ОУН и антипольскую пропаганду. Осуждён на 5 лет и 3 месяца.
Во время немецко-польской войны в сентябре 1939 года бежал из заключения. В этом же году был арестован НКВД во время выполнения задания ОУН в г. Стрый. В 1940 году осуждён в Станиславской области по ст. 54-10 УК УССР «антисоветская пропаганда» на 8 лет лагерей.
После отбытия срока в 1948 году вернулся на Западную Украину. Женился и в 1952 году переехал в Калуш. До выхода на пенсию в 1972 году работал глинокопом, каменщиком, бухгалтером. В 1972 году вышел на пенсию. По свидетельству знакомых, в 1977 году сильно изменился, как выяснилось потом, он тайно написал от руки более тысячи «листовок о судьбе украинского народа», которые прятал в тайниках. 19 января 1978 года написал письмо жене, в котором указывал:

Я шёл простым путём, тернистым. Не изменил, не сошёл. Мой протест — это сама правда, а не московская ложь от начала до конца. Мой протест — это переживание, пытки украинской нации. Мой протест — это прометеизм, это бунт против насилия и порабощения. Мой протест — это слова Шевченко, а я его только ученик и исполнитель.
Оригинальный текст (укр.)Я ішов простою дорогою, тернистою. Не зблудив, не схибив. Мій протест – то сама правда, а не московська брехня від початку до кінця. Мій протест – то пережиття, тортури української нації. Мій протест – то прометеїзм, то бунт проти насилля і поневолення. Мій протест – то слова Шевченка, а я його тільки учень і виконавець

## Акт самосожжения
20 января 1978 года Гирнык приехал в Киев, откуда направился в Канев, где находятся музей-заповедник Тараса Шевченко и могила поэта. 21 января на смотровой площадке Чернечьей горы (холма, входящего в комплекс музея) совершил самоубийство, облив себя бензином, поджёг себя и после этого ударил себя ножом в грудь. Перед этим он разбросал написанные им листовки и оставил предсмертную записку.
На обороте листовок было написано:

Протест против российской оккупации на Украине. Протест против русификации украинского народа! Пусть живёт Независимая Соборная Украинская Держава! Советская, но не российская! Украина для украинцев! В знак 60-летия провозглашения независимости Украины Центральной Радой 22 января 1918 г. \ 22 января 1978 г. в знак протеста сжёгся Гирнык Олекса из Калуша. Только таким способом можно протестовать в Советском Союзе!
Оригинальный текст (укр.)Протест проти російської окупації на Україні! Протест проти русифікації українського народу! Хай живе Самостійна Соборна Українська Держава! Радянська, та не російська! Україна для українців! З приводу 60-річчя проголошення самостійности України Центральною Радою 22 січня 1918 p.  22 січня 1978 p. на знак протесту спалився Гірник Олекса з Калуша. Тільки в цей спосіб можна протестувати в Радянському Союзі!

Его тело было найдено во время обхода дежурным милиционером, листовки были собраны, заведено дело каневской прокуратурой. Дело было закрыто через 2 месяца. Каневской прокуратуре в 1978 году не удалось выявить каких-либо его связей с «антисоветскими кругами» или предшествующей самоубийству «антисоветской деятельности». Вдове Гирныка сообщили, что он погиб в автокатастрофе, а тело вернули в закрытом гробу. О самосожжении семье Гирныка рассказал каневский патологоанатом Михаил Ищенко, который годами собирал информацию о нём и впоследствии написал книгу.
Похоронен в Калуше.

## Память

Мемориальная доска на здании бывшей Станиславской гимназии. Ивано-Франковск

Информация о поступке Гирныка замалчивалась и впервые была опубликована в газете «Литературная Украина» лишь в начале 1992 года. В 1993 в городе Калуш именем Гирныка была названа улица и установлена мемориальная доска на его доме. В 1995 году в Богородчанах установлен памятный знак, в школе устроена комната-музей А.Гирныка. В 1996 году общеобразовательная школа № 1 Богородчанского района постановлением Кабинета Министров Украины получила имя Алексея Гирныка. Директор национального заповедника Шевченко организовал на территории музея установку памятных знаков и отдельной небольшой экспозиции.
В 2003 году Лигой украинских меценатов и киевским фондом им. Алексея Гирныка «с целью увековечивания памяти украинского патриота Алексея Гирныка и поддержки борцов за украинское национальное возрождение» была учреждена премия им. А.Гирныка. В разные годы лауреатами премии стали более сорока человек.
В годовщину события, 21 января 2009 года возле места самосожжения был открыт и освящён памятный знак.
Проект киевского скульптора Адриана Балога был выполнен по гранту президента Ющенко.
На открытии присутствовали народные депутаты Украины, представители местной власти.
В Кривом Роге одна из улиц носит имя Алексея Гирныка.

## Награды
Указом Президента Украины Виктора Ющенко от 18 января 2007 года за проявленные мужество и самопожертвование во имя независимой Украины Гирныку Алексею Николаевичу присвоено звание Герой Украины, он был удостоен ордена Державы. Награду получили его сыновья. Один из сыновей — Евгений Гирнык, бывший заместитель главы Конгресса украинских националистов, депутат IV и V созывов Верховной Рады Украины, избиравшийся от блока «Наша Украина».